# Chacarita (Buenos Aires)
Chacarita es uno de los barrios de la Ciudad Autónoma de Buenos Aires, capital de la República Argentina. Pertenece a la Comuna 15 y está delimitado por Avenida Elcano, Avenida del Campo, Avenida Garmendia, Avenida Warnes, Avenida Dorrego, vías del ferrocarril San Martín, Avenida Córdoba, Avenida Dorrego y Avenida Álvarez Thomas.
Limita con los barrios de Villa Ortúzar al noroeste, Colegiales al norte, Palermo al este, Villa Crespo al sudeste, y La Paternal al sudoeste.
Su superficie es de 3,12 km² y tiene una población de 25 778 habitantes según el censo de 2001. Su densidad poblacional es de 8262,1 habitantes/km²; no obstante, gran parte del barrio es ocupado por el cementerio homónimo. La densidad poblacional de Chacarita descontando el cementerio es de unos 12 513,6 habitantes/km².

## Toponimia
El nombre del barrio nace del diminutivo de chácara o chacra, voz quechua que significa "granja", "quinta" o "fundo". En este caso, se trataba de la Chacra del Colegio que la Compañía de Jesús tenía en las afueras de la ciudad de Buenos Aires hacia mediados del siglo XVIII. Por ello se la conocía como "la chacrita" o "chacarita de los colegiales". De allí derivaron posteriormente los nombres de los barrios porteños de "Chacarita" y "Colegiales".

## Historia

### La Chacra de los Estudiantes
Entre los siglos XVII y XVIII, la por entonces Compañía de Jesús logró conformar por donación o compra, una propiedad inmueble tan vasta como para tener su frente casi junto al Río de la Plata, a la altura de las actuales avenidas Santa Fe y Luis María Campos, y llegar por sus fondos hasta el actual partido bonaerense de Morón. Los jesuitas arrendaban gran parte de la tierra para financiar sus obras religiosas y educativas que dirigían en la ciudad de Buenos Aires, lo que hoy sería el "Microcentro" porteño.
Un sector de la propiedad se destinó a "chacrita" o "chacarita" (diminutivos de chacra o chácara), que proveía vegetales y carne para la alimentación de los alumnos del Colegio San Ignacio (hoy Colegio Nacional de Buenos Aires) y al personal de las casas jesuíticas. Allí también se construyeron las oficinas destinadas a la administración de los arriendos y edificios para el alojamiento de los religiosos y sus huéspedes.
Además de abastecer de hortalizas y frutas al Colegio, la chacra era utilizada como casa de verano para los estudiantes. Así, muchas generaciones de jóvenes pasaron sus vacaciones en los montes y quintas de la "chácara", que a partir de entonces comenzó a llamarse "Chacarita de los Colegiales", lo que equivale a decir chacra de los estudiantes.
Al ser expulsados los jesuitas de todos los reinos y dominios de Carlos III de Borbón, medida que en el Río de la Plata se cumplió en 1767, sus bienes o temporalidades, pasaron a ser propiedad de la Corona. Por lo tanto, las tierras del actual barrio de Chacarita pasaron originalmente al reino y, tras la Revolución de Mayo, pasaron a ser propiedad del gobierno de la provincia de Buenos Aires.
El Colegio San Ignacio —hoy Nacional de Buenos Aires— dejó de funcionar y, por varios años, la juventud de la ciudad debió trasladarse a otros lugares para realizar sus estudios preuniversitarios. Esta situación se mantuvo hasta 1783, año en que Juan José de Vértiz, por entonces Virrey del Río de la Plata, estableció el Real Colegio de San Carlos utilizando la infraestructura del antiguo colegio de San Ignacio, en la llamada Manzana de las Luces. Finalmente, en 1863, por decisión del presidente Mitre, se lo terminó llamando Colegio Nacional de Buenos Aires.
La finca de la Chacarita siguió perteneciendo al Colegio. Miguel Cané, alumno del Colegio Nacional en la década de 1860, relata en "Juvenilia" anécdotas de su vida de pupilo y entre ellas, los episodios de las vacaciones en la Chacra.
Sin embargo, en 1871, la imagen del predio comenzó a cambiar, cuando allí se instaló un enterratorio destinado a las víctimas fatales de la epidemia de fiebre amarilla que azotó a Buenos Aires en ese año. Se lo estableció en el sector del actual Parque Los Andes (denominado en una época Rancagua) limitado por la avenida Corrientes y las calles Jorge Newbery y Dorrego, sobre la que estaba el portón de entrada. Además el Ferrocarril Oeste construyó un ramal que partiendo desde Ecuador y Corrientes avanzaba por esta última hasta dicho cementerio, llevando los cadáveres. Las tierras de la Chacarita Vieja, como con el tiempo sería conocido este camposanto, fueron restadas por el gobierno bonaerense al partido de Belgrano, que a cambio recibió una indemnización en dinero.

### El Regimiento Militar
En 1880, el presidente Nicolás Avellaneda impuso la federalización de la Ciudad de Buenos Aires, lo cual ponía bajo competencia federal el territorio que era hasta ese entonces, Capital de la Provincia de Buenos Aires, declarándosela, a partir de allí, Capital Federal de la República Argentina. La Provincia de Buenos Aires, por su parte, reaccionó enérgicamente ante la medida con un levantamiento militar promovido por el propio Gobernador, don Carlos Tejedor.
En medio de este conflicto, el presidente decidió trasladar las instituciones de gobierno a la entonces Municipalidad de Belgrano, mientras que la Chacarita de los Colegiales era ocupada por los efectivos del Regimiento 1 de Caballería, al que después se unirían los del 11 de Infantería, con el fin de resguardar a las instituciones federales.

### Desde 1880 hasta Hoy

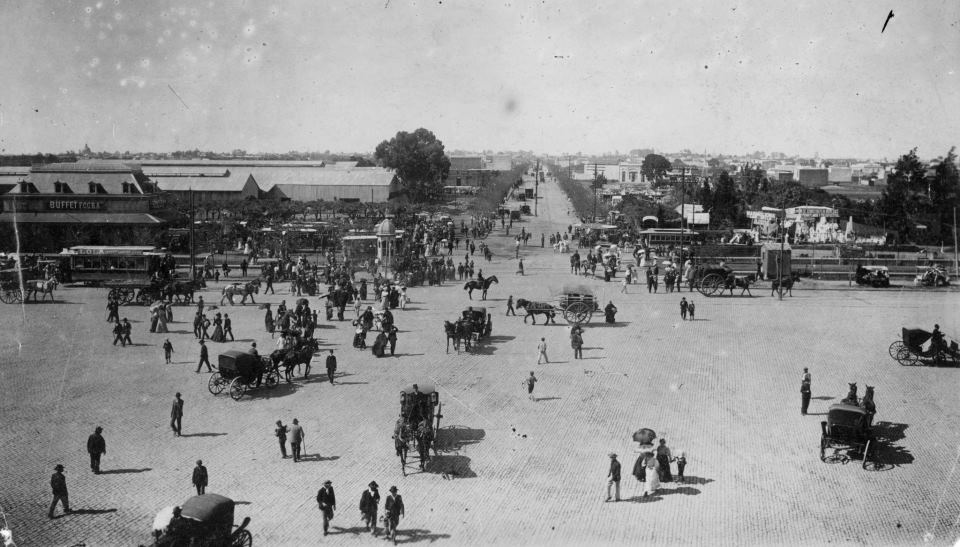
Av. Federico Lacroze y antigua estación Chacarita del FCCBA, ca. 1910. (Foto: AGN)

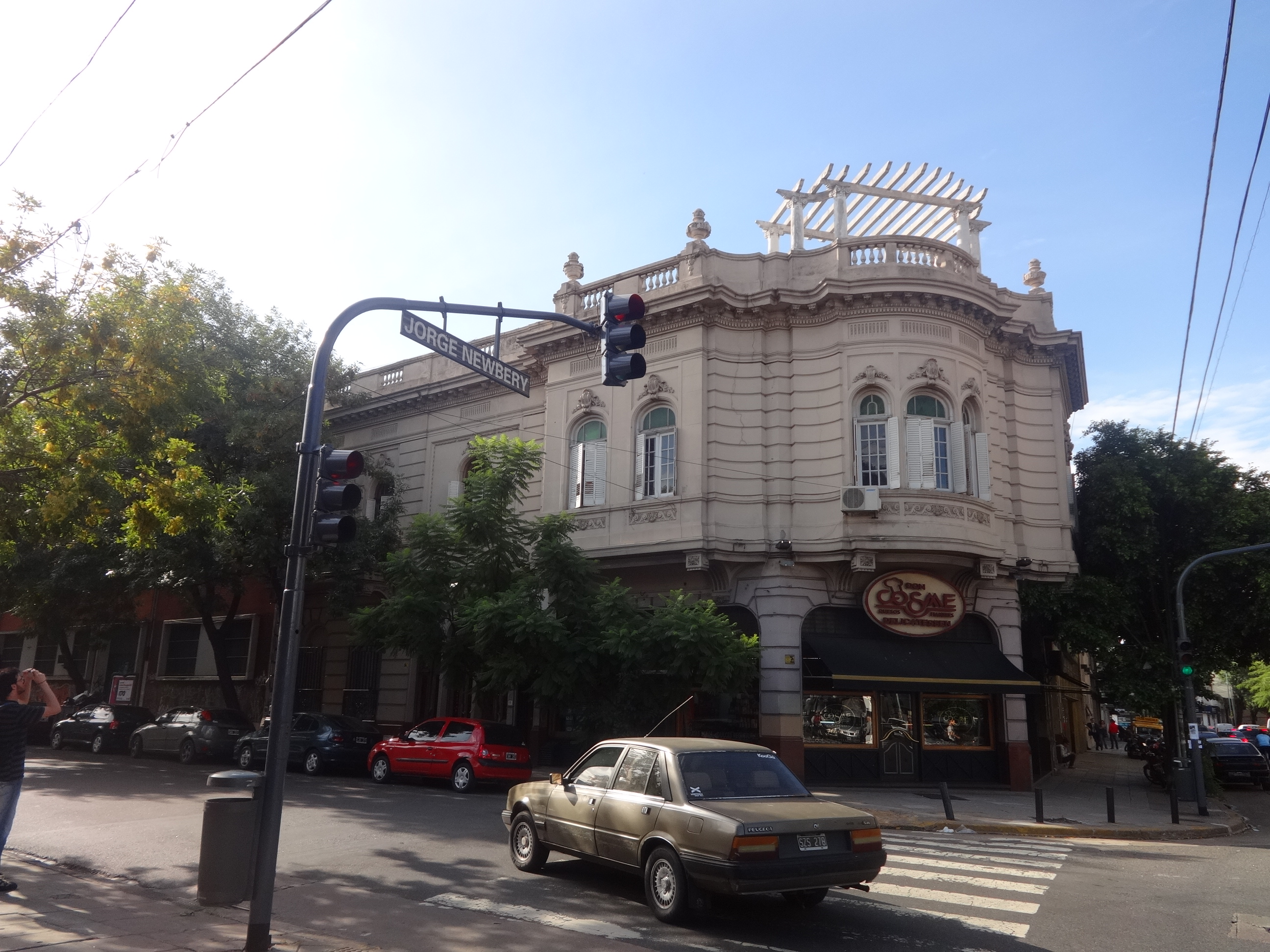
Antiguo edificio de estilo francés en Avenida Córdoba y Jorge Newbery.

Una vez resuelto el levantamiento, los militares permanecieron allí algunos años más, hasta que el predio de la antigua Chacarita de los Colegiales, fue finalmente destinado a cementerio urbano, ya que la "Chacarita Vieja" (hoy Parque Los Andes) se hallaba colmada. Este nuevo enterratorio, llamado oficialmente "Cementerio del Oeste", fue establecido el 14 de abril de 1886. Ante el auge inmigratorio, parte del predio fue destinado a "Necrópolis de Disidentes", lo que actualmente son los cementerios Alemán y Británico de Buenos Aires.
Otro hito en la historia del barrio fue la conformación del Tranvía Rural de la Provincia de Buenos Aires, fundado con capitales particulares argentinos. Ya desde 1870 los hermanos Lacroze operaban líneas de tranvías a caballo en la Ciudad de Buenos Aires bajo el nombre de Tramway Central. Tiempo después, el 6 de abril de 1888, esta misma empresa inaugura el servicio Buenos Aires-Pilar (47 km) bajo la denominación de Tramway Rural, el cual también funcionaba con tracción a sangre. La línea fue extendida hasta Zárate (53 km) el 27 de julio de 1888. Esta empresa incorporó en 1891 la tracción a vapor y en 1897 pasó a llamarse Ferrocarril Rural de la Provincia de Buenos Aires, hasta que en 1906 es rebautizada como Ferrocarril Central de Buenos Aires.
Según estaba previsto, la línea principal de esta empresa debía alcanzar la ciudad de Villa María (Córdoba), sin embargo, los trabajos se estancaron en la precaria Estación 4 de Febrero (Provincia de Santa Fe), en el medio del campo.
Ya en el siglo XX, más precisamente en 1912, el Congreso Nacional otorgó al Ferrocarril Central de Buenos Aires, el derecho de construcción y explotación de una doble línea férrea subterránea de tracción eléctrica (actual línea B), para el tráfico de pasajeros y cargas, entre las inmediaciones de la Estación Chacarita (Federico Lacroze) y el Correo Central (Paseo de Julio hoy Leandro N. Alem). Su construcción comenzó el 1 de octubre de 1928 y el primer tramo de Chacarita hasta la Avenida Callao se inauguró el 17 de octubre de 1930. El 22 de junio de 1931 quedaba habilitado el segundo tramo hasta Carlos Pellegrini y cinco meses después, el 1.er de diciembre de 1931 se inauguró la estación terminal sobre la Avenida Leandro N. Alem.
Bajo la Plaza Rancagua (hoy Parque Los Andes), esta empresa construyó un gran taller y cochera con 10 vías, una cola de maniobras y una mesa giratoria subterránea. También se construyó un empalme entre el subterráneo y el ferrocarril de superficie, permitiendo el ingreso y egreso de trenes de carga y previendo que algún día los servicios interurbanos pudiesen llegar a la estación Carlos Pellegrini (bajo el mismo Obelisco), cosa que finalmente nunca ocurrió.
El 14 de mayo de 1949, de acuerdo con el 1.er Plan Quinquenal llevado adelante por el presidente Juan Domingo Perón, el Estado Nacional tomó posesión del Ferrocarril Central de Buenos Aires, anexando su red al Ferrocarril Nacional General Urquiza, conformado en 1948 con las antiguas líneas férreas mesopotámicas de capital inglés. Así el FCNGU ganaba un acceso a la Capital Federal, una sección local en el Gran Buenos Aires y algunos kilómetros de vías en el interior de la provincia.
Como parte del 2.º Plan Quinquenal, en 1954 se inauguró la nueva Estación "Federico Lacroze", un proyecto de líneas sobrias, desarrollado por arquitectos del Ministerio de Obras Públicas. Hasta aquel entonces la estación Lacroze había sido un edificio de estilo "afrancesado". Las obras de remodelación se extendieron entre 1951 y 1957.

## Lugares importantes del barrio
- Parque Los Andes: importante espacio verde de la ciudad. Se encuentra delimitado por las avenidas Corrientes, Dorrego, Federico Lacroze y la calle Guzmán. Se halla dividido en dos secciones: la primera, subdividida a su vez por la calle Concepción Arenal, va desde la avenida Dorrego hasta Jorge Newbery, y la segunda, de forma triangular, desde Newbery a Federico Lacroze.

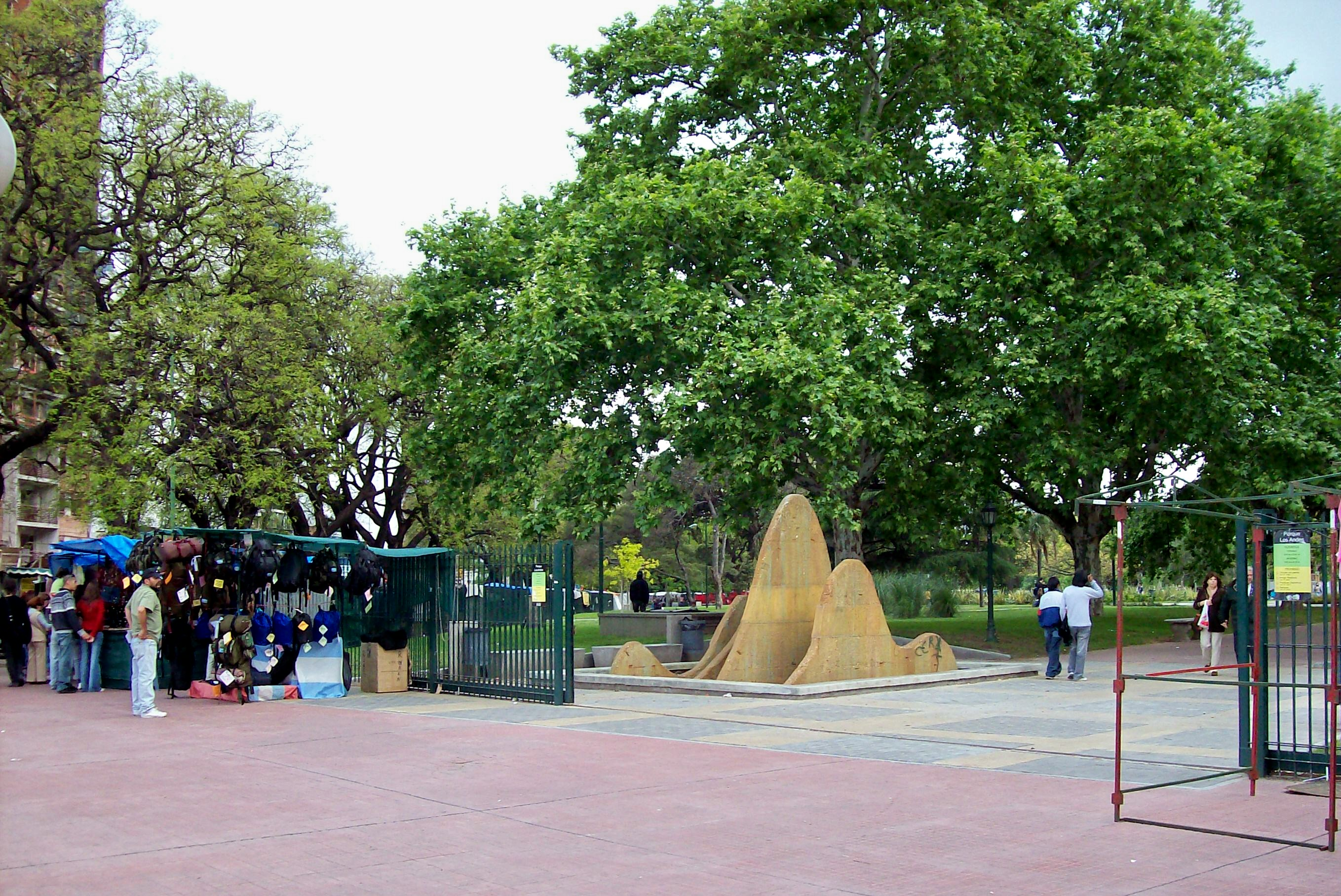
Parque Los Andes

La primera sección de esta plaza tiene un nacimiento lúgubre: en efecto, como consecuencia de la mortandad de personas producida en la ciudad durante la epidemia de fiebre amarilla de 1871, el gobernador de Buenos Aires, Emilio Castro, creó un cementerio en el actual solar de la plaza. En 1886 se colmó su capacidad y fue clausurado. Pasados once años, se trasladaron los restos humanos desde el ya llamado cementerio de la Chacarita vieja al cementerio de la Chacarita nueva, situado en el lugar del actual. Fue entonces cuando se planificó el parque que en un principio se llamó Rancagua, pero que en 1904 fue bautizado con el nombre actual. Sobre la vereda de Corrientes que se encuentra a la vera del parque se hallan ejemplares de Tipas (Tipuana tipu), de flor amarilla y ramas gruesas ondulantes y oscuras. Durante los fines de semana se arma una gran feria de artesanías y otros objetos varios.
Debajo de la segunda sección del parque se hallan, desde 1925 en que se inició la construcción del Línea B (Subte de Buenos Aires), los talleres Rancagua del mismo.
En el parque también se encuentra, al borde de la avenida, el monumento de Los Andes, realizado en bronce en 1941 por el escultor Luis Perlotti. Define a las razas calchaquí, tehuelche y ona, que de norte a sur habitaron la zona de la cordillera andina.
- Cementerio de la Chacarita: es el cementerio más grande del país y de Sudamérica.[cita requerida] En su terreno guarda los restos de importantes figuras como el cantante Carlos Gardel, entre otros. Se encuentra delimitado por: Av. Jorge Newbery, vías del FFCC San Martín, Av. Garmendia, Av. Elcano, Av. Corrientes y calle Guzmán.
- Hito de la Argentinidad N.º 10, Reconquista de Buenos Aires: se encuentra en la intersección de la Avenida Corrientes con Jorge Newbery y Forest. Situado en 1977 sobre una plazoleta triangular, por la comisión Pro Demarcación Marcha de las Tropas Reconquistadoras de Buenos Aires.
Se trata de un monolito con una placa que recuerda que desde allí partieron tropas que estaban asentadas en los edificios del barrio de Chacarita para luchar contra el enemigo británico durante la Primera Invasión Inglesa:

Chacarita de la Reconquista:
Para enfrentar al invasor extranjero los criollos de Chacarita en 1806 combatieron en la Reconquista integrados en la sublevación de la campaña. También en 1807 pelearon heróicamente en la defensa de Buenos Aires. Era la lucha del gaucho por su tierra y se estaba gestando la patria.
1806-agosto-1977

Exhibe además, como en todos los hitos colocados por la mencionada comisión, una mayólica de la Virgen de Luján y una inscripción que recuerda que de los colores de dicha virgen fueron tomados los colores patrios y que fueron utilizados como distintivos en 1806 por los gauchos comandados por Juan Martín de Pueyrredón.
El soporte está realizado con ladrillos provenientes de la chacra de los Márquez, en San Isidro (Buenos Aires), que en 1806 fue cuartel general de la Reconquista.
- Estación Federico Lacroze: es la estación terminal del Ferrocarril General Urquiza, cuyo servicio de trenes suburbanos finaliza en la localidad bonaerense de San Miguel. Se encuentra en la intersección de las avenidas Federico Lacroze y Corrientes, la cual termina en ese lugar a la altura 6900.

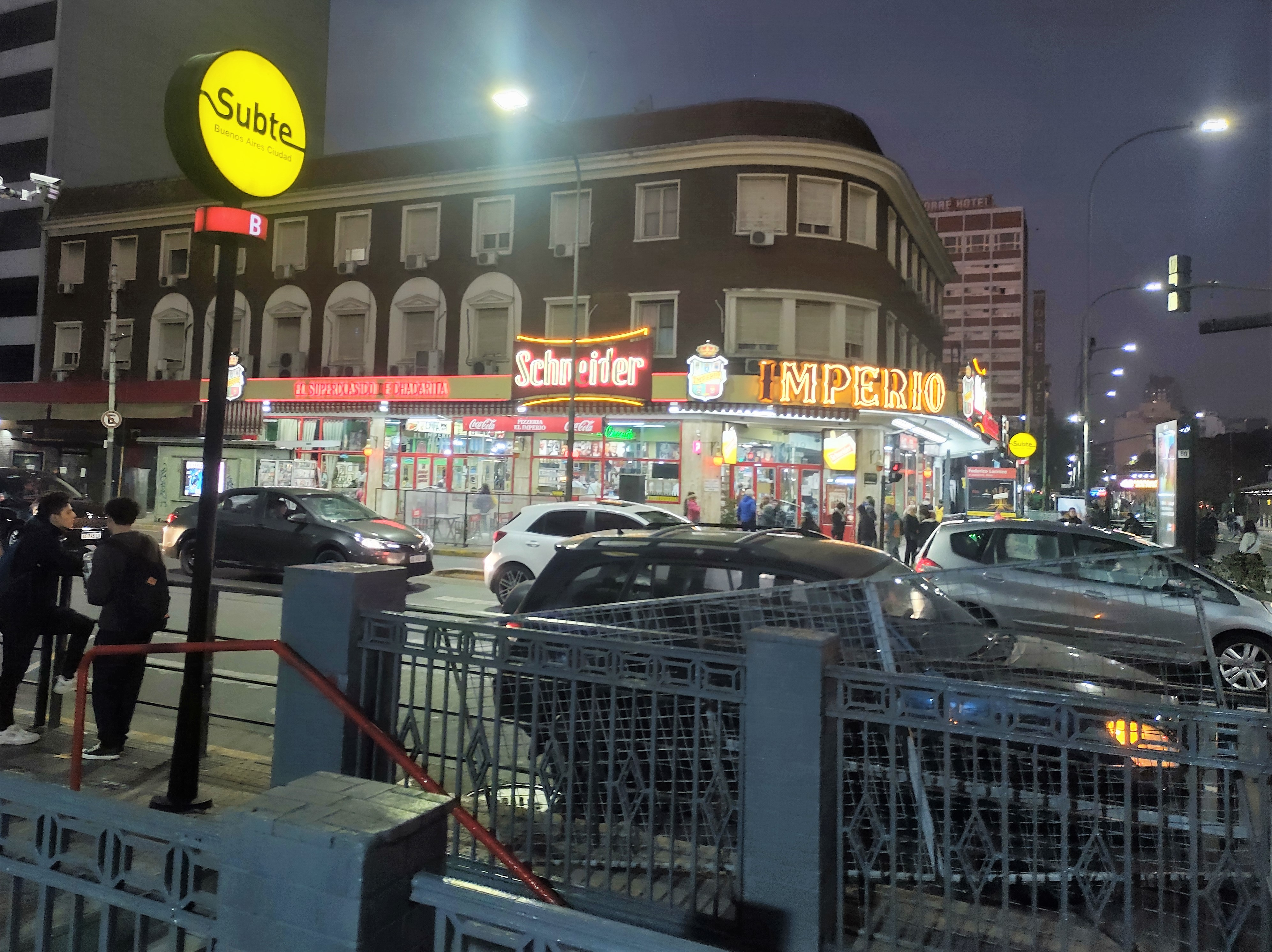
Pizería Imperio, en Corrientes y Lacroze.

- Barrio Los Andes: complejo de viviendas inaugurado en 1929 por la municipalidad de Buenos Aires, diseñado por el Arq. Fermín Bereterbide. Con el paso de los años, dejó de ser administrado por la municipalidad para tener una administración privada. Actualmente es un centro ejemplo de arquitectura. Se encuentra enfrente del Parque Los Andes y está delimitado por las calles Guzmán, Concepción Arenal, Rodney y Leiva. Está protegido por la Ley de Patrimonio Arquitectónico y Urbanístico de la Ciudad.[3] Allí se encuentra la biblioteca pública Baldomero Fernández Moreno.[4]
- Estación Dorrego: Es una de las estaciones de la Línea B de Subterráneos. Fue inaugurada el 17 de octubre de 1930. Se encuentra en la intersección de las avenidas Corrientes y Dorrego.
- Sede del Club Atlético Chacarita Juniors: ubicada en Teodoro García 3550 es el último vestigio en el barrio del club que, actualmente, mantiene su estadio, su polideportivo y su futura villa olímpica en el Partido de General San Martín, en la Zona Norte del conurbano bonaerense. Esta reúne diversas actividades en el barrio como son natación, tae kwon do, boxeo y demás. Además de ser el centro de las tomas de decisiones de la institución, sede de las elecciones y albergar a todos los cargos, como el presidente y los distintos grados de dirigentes.Mirador Comastri

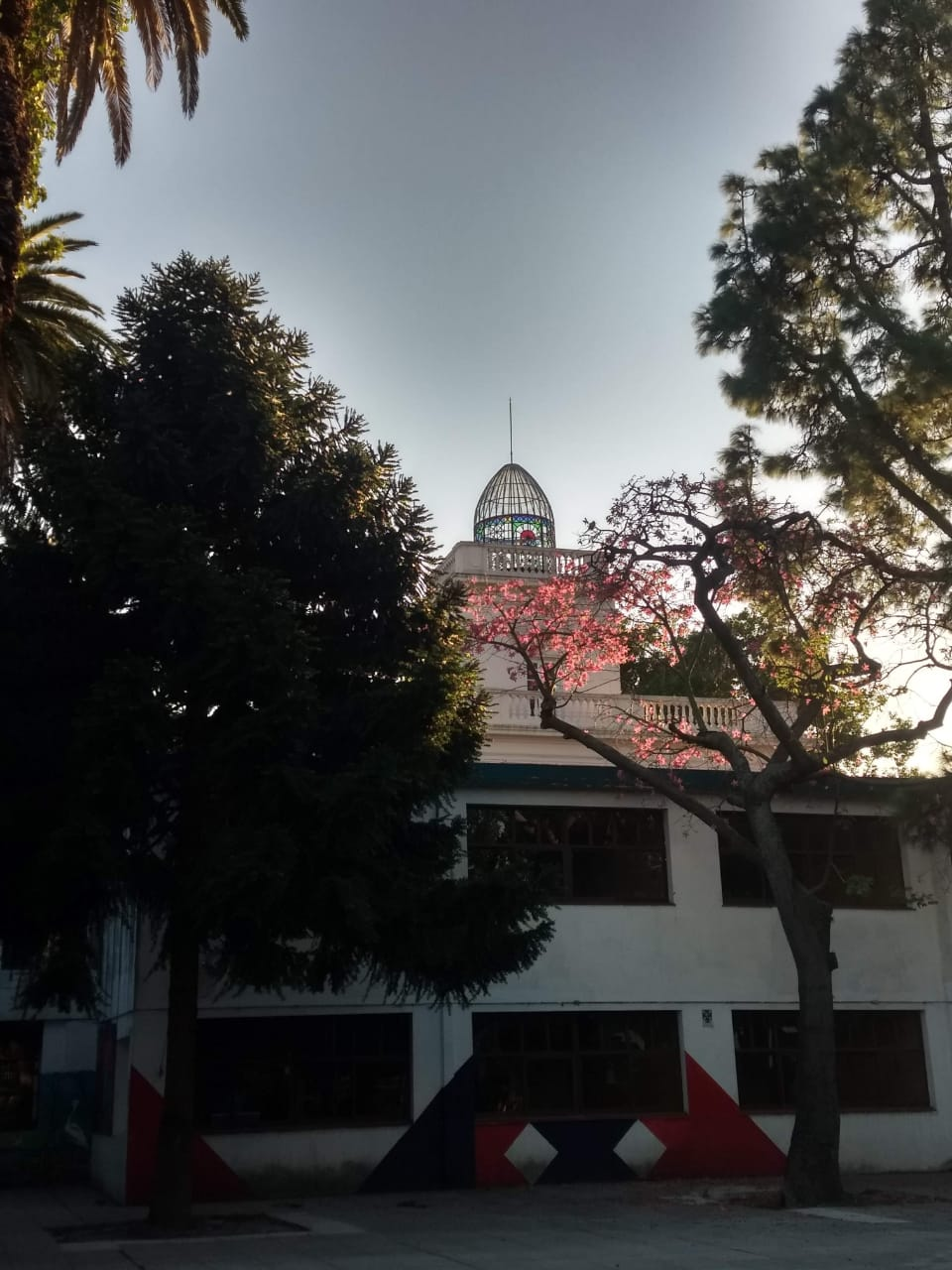
Mirador Comastri

- Mirador Comastri (actual Escuela Técnica Ing. Enrique Martín Hermitte) :Ubicado en la manzana delimitada por las calles Bonpland, Loyola, Fitz Roy y Aguirre, se encuentra emplazado en el casco histórico de la estancia Comastri, del siglo XIX. Actualmente funciona allí la Escuela Técnica Ing. Enrique Martín Hermitte. Sobre la casona de estilo italiano hay un remate cuadrado que sirve para sustentar a un tambor circular de donde emerge una cúpula parabólica vidriada en su totalidad y con superficies curvas tapizada con vidrios repartidos unidos con juntas de plomo y una aguja superior con pararayos. El mirador había estado muy deteriorado hasta que se lo remozó totalmente en 2018.[5][6]

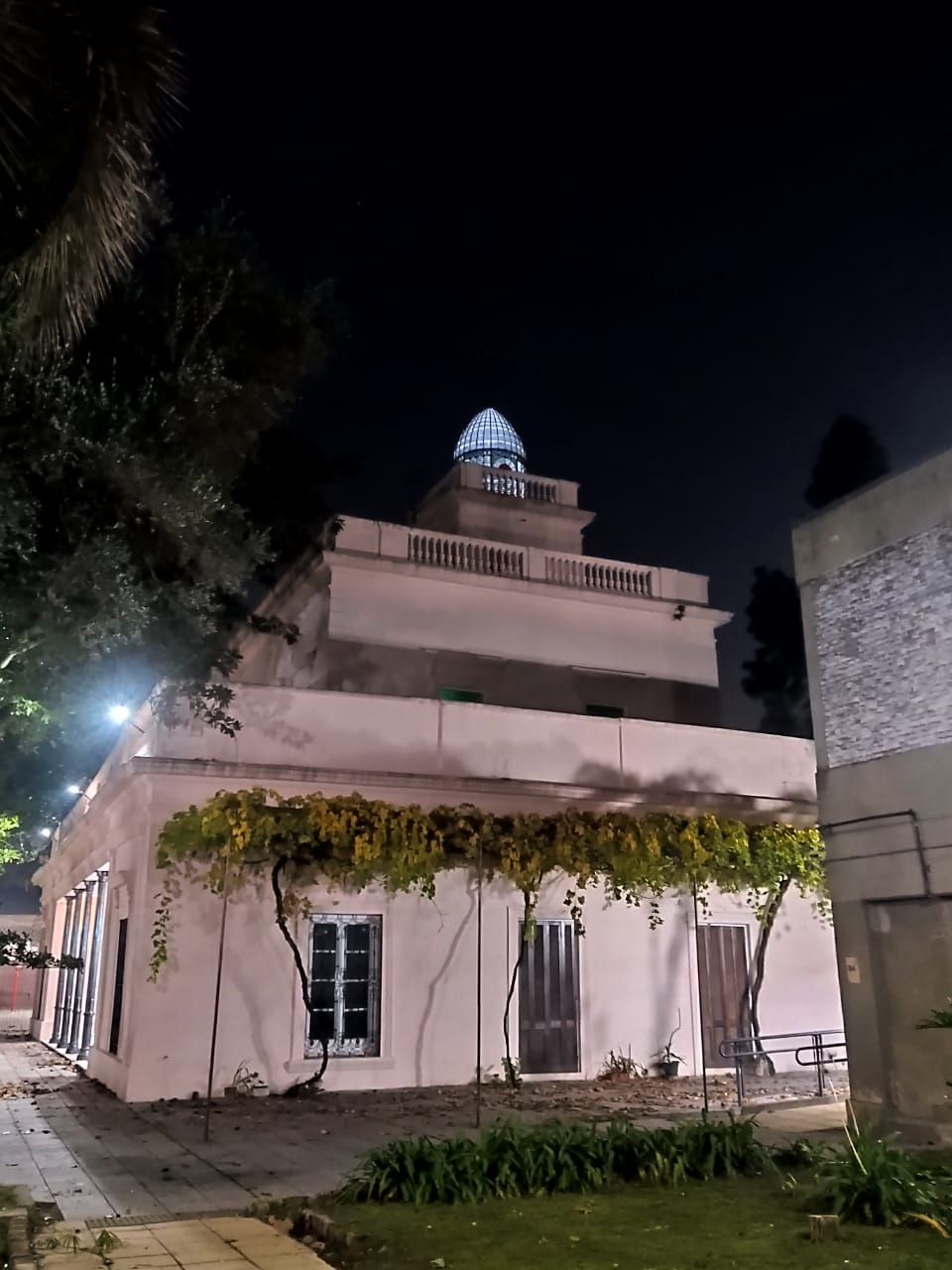
Mirador Comastri calle Bonpland